# جوزيه إل. إسبينوزا
جوزيه إل. إسبينوزا (بالإنجليزية: Jose L. Espinoza؛ بالإسبانية: Jose L. Espinoza) هو فارس مكسيكي وأمريكي، ولد في 17 ديسمبر 1969 في مدينة مكسيكو في المكسيك.